# أمهروق أزغار (موحى أوحمو الزياني)
أمهروق أزغار هي إحدى مشيخات المملكة المغربية، تتبع جغرافيا لإقليم خنيفرة وإداريًا لموحى أوحمو الزياني. يقدر عدد سكانها بـ 425 نسمة حسب الإحصاء الرسمي للسكان والسكنى لسنة 2004.